# Soy mujeriego
«Soy Mujeriego» es el tercer sencillo del álbum Generation Next del grupo de bachata Aventura.

## Contenido
La canción trata de un hombre quien tiene dos mujeres con las que mantiene una relación paralela, por lo que se encuentra en una disyuntiva.El individuo, el cual muestra una personalidad donjuanesca se justifica citando a otros hombres con igual comportamiento.